# 모피를 입은 비너스

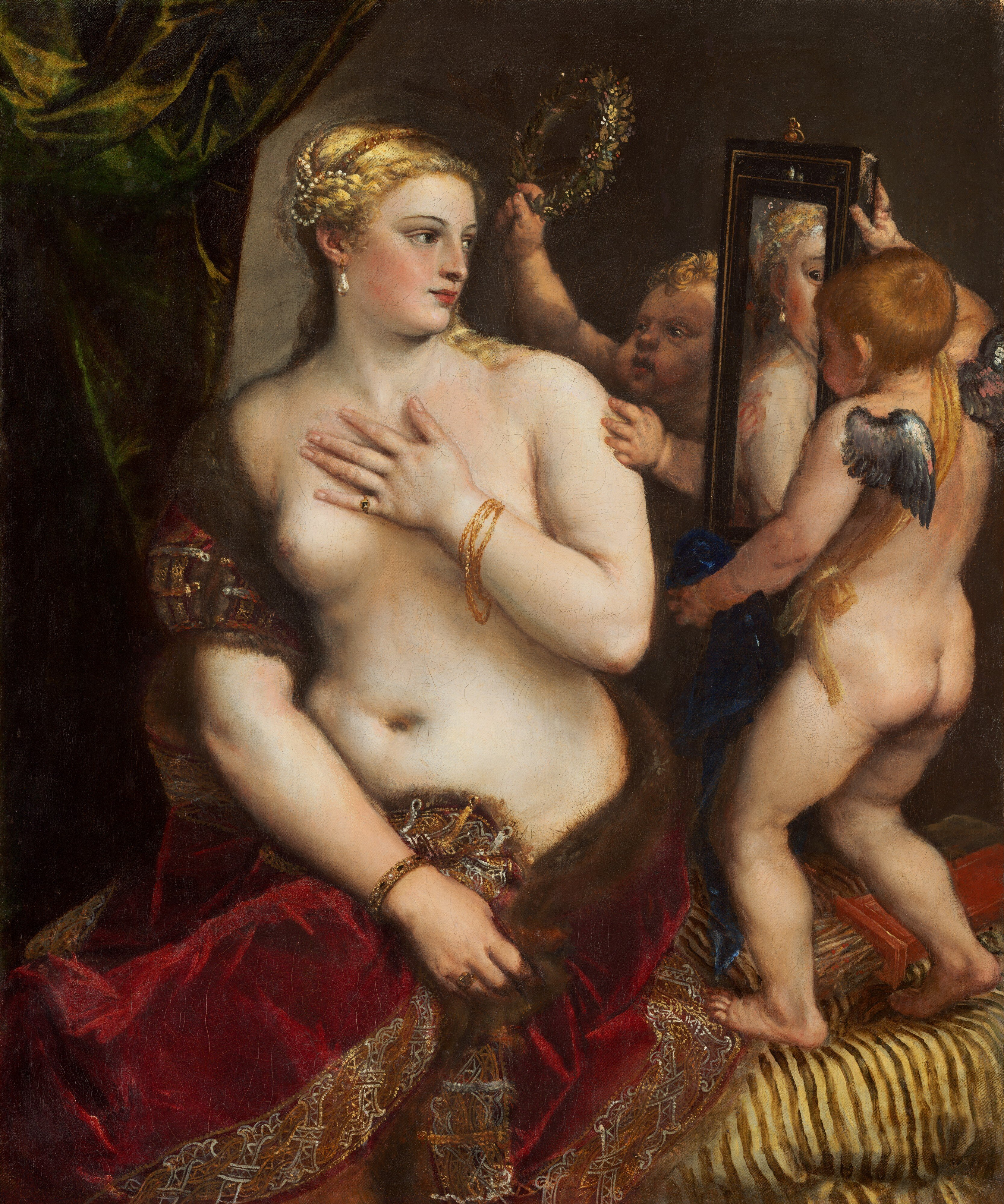
티치아노의 그림 《거울을 보는 베누스》

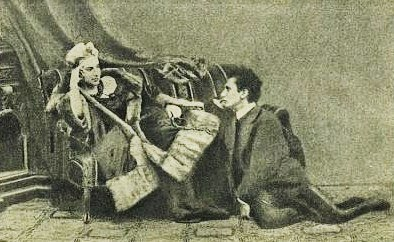
파니 피스토어와 레오폴트 폰 자허마조흐

《모피를 입은 비너스》(독일어: Venus im Pelz, 영어: Venus in Furs)는 오스트리아의 작가인 레오폴트 폰 자허마조흐가 1870년에 발표한 소설이다. 이 소설은 여성의 지배와 가피학증, 자허마조흐 자신의 생활에서 큰 영감을 받아서 만들어졌다.
소설에 등장하는 여자 인물인 반다 폰 두나예프(Wanda von Dunajew)는 1870년 당시에 활동하던 신흥 문학 작가였던 파니 피스토어(Fanny Pistor)를 모델로 해서 만들어졌다고 한다. 피스토어가 자허마조흐를 만났을 때 두 사람은 피스토어가 쓴 글을 출판에 적합한 내용으로 개선하자고 제안했고 여남작 보그다노프(Bogdanoff)라는 가명과 가공의 작위를 받게 된다.

## 줄거리
카르파티아산맥의 휴양지에 살던 제페린 폰 쿠지엠스키(Severin von Kusiemski)는 그곳에서 조각처럼 아름다운 여성 반다를 만나게 된다. 제페린은 반다의 미모와 분방함에 끌리게 되었고 반다도 지성과 교양을 갖춘 제페린을 사랑하게 된다. 자신이 고통으로 쾌락을 찾는 "초관능주의자"인 것을 고백한 제페린은 반다에게 그러한 고통을 주게 해달라고 부탁한다. 그리고 자신을 발로 짓밟게 하고 채찍으로 칠 때는 꼭 옷을 입혀준다. 처음에는 이를 거절하던 반다였지만 그에 대한 사랑 때문에 그것을 받아들인다. 그리고 두 사람은 계약서를 체결하고 노예와 주인이라는 관계가 된다.
그러나 반다에게 그것은 연기에 불과했다. "노예"를 데리고 이탈리아를 여행한 반다 앞에 제3의 남자가 나타난다. 제페린은 질투심이라는 고통으로 미치게 되지만 반다는 다시 그의 사랑을 고하면서 제3의 남자는 절대 없다고 단언했다. 다음 날 반다의 침실을 찾은 제페린은 언제나 반다에게 채찍질을 부탁하고 자신을 끈으로 묶는다. 그러다 불현듯 그곳에 숨어 있던 제3의 남자가 나타난다. 제3의 남자는 힘을 다하고 제페린을 채찍으로 쳤지만 반다는 웃고 있었다. 두 사람은 끈을 풀지 못한 채로 집을 나가게 된다. 그 뒤 반다부터 제페린의 편지가 도착했는데 그곳에서 했던 행동이 "치료"였음을 제페린이 진심으로 납득하는 것이었다.
원고를 읽은 "나"로부터 질문을 받은 제페린은 여자는 남자의 노예가 될지 폭군이 될지의 하나일 뿐이지 절대로 함께 어깨를 나란히 하는 친구가 될 수 없다는 주장을 되풀이하게 된다.

## 대중 문화에서의 등장
- 2010년 미국 오프브로드웨이에서 초연된 연극 《비너스 인 퍼》는 소설 《모피를 입은 비너스》를 원작으로 하여 각색한 작품이다.